# Eva (film 1962)
Eva è un film del 1962 diretto da Joseph Losey, basato sul romanzo Eve di James Hadley Chase.

## Trama
Uno scrittore inglese raggiunge il successo grazie ad un'opera largamente plagiata. Francesca, prima fidanzata e poi moglie dello scrittore, sarà spinta al suicidio dalla condotta ambigua e spietata del marito. Eva invece, una squillo d'alto bordo, farà perdere la testa all'uomo sino a ridurlo ad uno stato di schiavitù.